# Walckenaeria ruwenzoriensis
Walckenaeria ruwenzoriensis este o specie de păianjeni din genul Walckenaeria, familia Linyphiidae. A fost descrisă pentru prima dată de Holm în anul 1962. Conform Catalogue of Life specia Walckenaeria ruwenzoriensis nu are subspecii cunoscute.